# Opportunité des poursuites
L'opportunité des poursuites est un principe de procédure pénale selon lequel le parquet décide de poursuivre, ou non, une personne soupçonnée d'avoir commis une infraction. Il peut ainsi décider d'un classement sans suite.
Ce principe, aussi appelé nolle prosequi dans les régimes de common law, s'oppose au principe de légalité des poursuites, selon lequel le procureur est tenu, si l'enquête préliminaire établit certains soupçons, de poursuivre le suspect. Le procès doit dans ce second système être conduit à terme, même si des éléments nouveaux pourraient motiver l'abandon des poursuites. In fine, le procureur n'a alors d'autre choix que de réclamer un non-lieu, la décision appartenant aux seuls juges.

## Droit par pays
L'opportunité des poursuites est un principe retenu en droit français, belge, néerlandais (on parle de sepot), au Japon, en Égypte, et dans de nombreuses juridictions de common law.
La légalité des poursuites est, au contraire, en vigueur en Allemagne, en Suisse, en Pologne, en Estonie, en Espagne, en Grèce, et, avant, dans les pays du bloc soviétique.

### Droit pénal canadien
En droit pénal canadien, il appartient au ministère public de décider d'intenter ou non une poursuite au regard du fardeau de preuve hors de tout doute raisonnable. Il arrive à l'occasion que le ministère public renonce à une poursuite car il doute d'être en mesure de faire sa preuve conformément à ce fardeau. Dans certaines affaires, le principe d'opportunité des poursuites a un aspect qualitatif et non pas un aspect simplement probatoire, c'est-à-dire qu'il peut exister des plaintes pénales qui sont certes théoriquement fondées et susceptibles d'être prouvées mais dont l'insignifiance en droit pénal est censée être patente, les violences alléguées étant si légères qu'elles ne méritent pas de faire subir un procès à un prévenu. Enfin, il peut y avoir des situations où à la fois une preuve solide existe et les violences commises ne sont pas négligeables, mais le ministère public choisit de ne pas poursuivre pour d'autres raisons.

### Droit pénal français
L'opportunité des poursuites appartient au procureur de la République. Il s'agit d'un pouvoir qui lui est propre conféré par l'article 40-1 du code de procédure pénale.
Il peut, en vertu de ce pouvoir, décider de ne pas déclencher de poursuites pour un fait présentant les caractéristiques d'une infraction, et ainsi de classer l'affaire. Néanmoins, cela n'empêche pas au suspect initial - ainsi qu'à la victime ayant porté plainte - d'être enregistré dans le Système de traitement des infractions constatées (STIC).
En cas de classement sans suite, la victime a plusieurs possibilités:
- former un recours auprès du procureur général qui selon l'article 40-3 du code de procédure pénale et selon les modalités de l'article 36 peut demander au procureur de la République de poursuivre. C'est une requête qui aboutit rarement et considérée comme une perte de temps par les avocats.
- faire une citation directe à l'encontre de l'auteur des faits. Elle suppose d'avoir toutes les preuves nécessaires à une condamnation car aucune enquête ne sera engagée. C'est une procédure expéditive pouvant être peu appréciée des juges qui sont saisis.
- déposer une plainte avec constitution de partie civile contraignant à la tenue d'une enquête judiciaire, le procureur ne pouvant s'y opposer.

Avantages et inconvénients
Les deux principes opposés, d'opportunité et de légalité des poursuites, sont en général nuancés. Chacun apporte ses avantages : le principe d'opportunité permet notamment de décider de ne pas poursuivre ou, lorsqu'une enquête amène des faits nouveaux, de cesser les poursuites. Ceci peut s'expliquer par la découverte d'éléments démontrant l'innocence du suspect ; par le décès du suspect ; par des faits tenant à la prescription ou à l'amnistie ; par le souci de préserver l'ordre public, le parquet considérant qu'un procès ne serait pas dans l'intérêt de la société; ou encore par une priorité donnée  à d'autres dossiers jugés plus importants. En revanche, le principal inconvénient du principe d'opportunité concerne celui d'un risque d'arbitraire, le parquet, dépendant du ministre de la Justice, pouvant faire profiter certaines personnes (personnages politiques, par exemple), de sa mansuétude; ou lorsqu'une orientation politique impose de traiter prioritairement certains types d'affaires (violence routière, conjugale...) entrainant - à effectifs constants - un surcroit de classement des autres types d'affaires.
De l'autre côté, le principe de légalité des poursuites peut conduire à organiser des enquêtes et des procès coûteux pour des faits bénins (par exemple, le vol d'une pomme).

### Droit pénal japonais
Au Japon, même en présence de preuves suffisantes, l'abandon des poursuites est décidé dans plus d'un cas sur deux, pour des raisons tenant à la relative gravité des faits, aux conséquences sur la victime, au profil de l'accusé…  Afin de protéger les justiciables de l'arbitraire, il existe, outre le processus d'approbation hiérarchique pour les cas complexes, un « Comité  pour les enquêtes sur les poursuites ». Lorsqu'une victime n'est pas satisfaite d'une décision d'abandon des poursuites, elle peut saisir ce Comité qui examine l'affaire et se prononce sur le caractère adapté ou non de l'abandon des poursuites. S'il n'est pas jugé adapté (options « le non-engagement des poursuites n'est pas approprié » et « l'engagement des poursuites est approprié »), le procureur doit réexaminer l'affaire, et si par deux fois il confirme l'abandon des poursuites alors que celles-ci ont été jugées appropriées, et donc rendues obligatoires, le rôle de procureur est dévolu à un avocat désigné aux fins d'engager ces poursuites. Dans les faits, seul un nombre très minime de cas relève de poursuites obligatoires, environ 0,5 % de la dizaine de milliers de cas examinés entre 2008 et 2012 par le Comité.